# Кемп, Йохан
Йохан Вальдемар Кемп (фин. Johan Valdemar Kemp; 1 июля 1881, Гельсингфорс — 20 октября 1941, Лахти) — финский гимнаст, бронзовый призёр летних Олимпийских игр 1908.
На Играх 1908 в Лондоне Кемп участвовал только в командном первенстве, в котором его сборная заняла третье место.